# Ramón Vives y Aimer
Ramón Vives y Aimer (1815-1904) fue un pintor español.

## Biografía

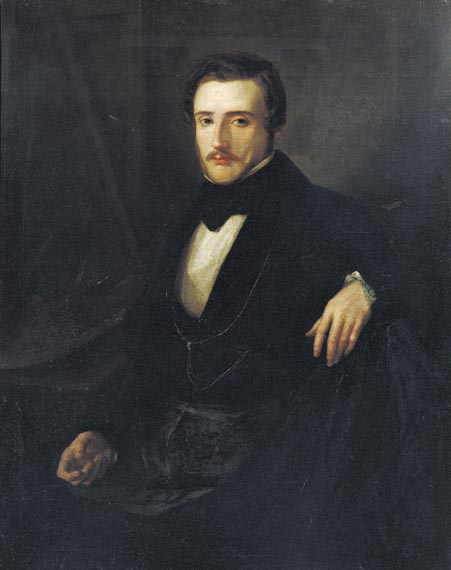
Retrato de Luis Rigalt (1840), por Ramón Vives y Aimer. Real Academia Catalana de Bellas Artes de San Jorge, Barcelona.

Nació en 1815. Natural de Reus, fue discípulo de la Escuela de Bellas Artes de Barcelona y de la superior de Madrid. En 1866 hizo oposición a varias plazas de profesor de dibujo, vacantes en institutos de segunda enseñanza, obteniendo la de Pontevedra, donde adquirió más tarde el carácter de individuo corresponsal de la Academia de San Fernando. Expuso obras en diferentes exposiciones celebradas por dicha Academia y por el Liceo artístico y Literario, así como en las Nacionales de 1856, 1860 y 1864. Entre ellas se encontraron varios retratos, Un bodegón, Un guarda de campo dormido (en el Museo provincial de Barcelona), Caza muerta (figuraba en el Museo nacional), Un mercado de caballerías, Los animales con peste (fábula), Objetos de caza y animales, Retratos de Doña María Cristina de Borbón (Museo provincial de Valencia) y un Retrato de D. Alfonso XI (Museo del Prado: serie cronológica). Fue premiado con diferentes menciones honoríficas en las citadas exposiciones. Falleció en 1904.